# Kodai Sumikawa
Kodai Sumikawa (japanisch 澄川 広大 Sumikawa Kodai; * 4. April 1999 in der Präfektur Niigata) ist ein japanischer Fußballspieler.

## Karriere
Kodai Sumikawa erlernte das Fußballspielen in den Jugendmannschaften von Elfer Tsubame Jr und dem Nagaoka JYFC sowie in der Schulmannschaft der Teikyo Nagaoka High School. Seinen ersten Vertrag unterschrieb er am 1. Januar 2018 bei Albirex Niigata (Singapur). Der Verein, der in der ersten singapurischen Liga spielt, ist ein Ableger des japanischen Zweitligisten Albirex Niigata. Mit Albirex wurde er 2018 singapurischer Fußballmeister. Für Albirex absolvierte er 13 Erstligaspiele. Von Januar 2020 bis Anfang April 2021 war er vertrags- und vereinslos. Am 3. April 2020 ging er nach Taiwan, wo er sich in Taipeh dem Zweitligisten Saturday Football International anschloss.

## Erfolge
Albirex Niigata (Singapur)
- Singapore Premier League: 2018